# Rote Fahne (Symbol)

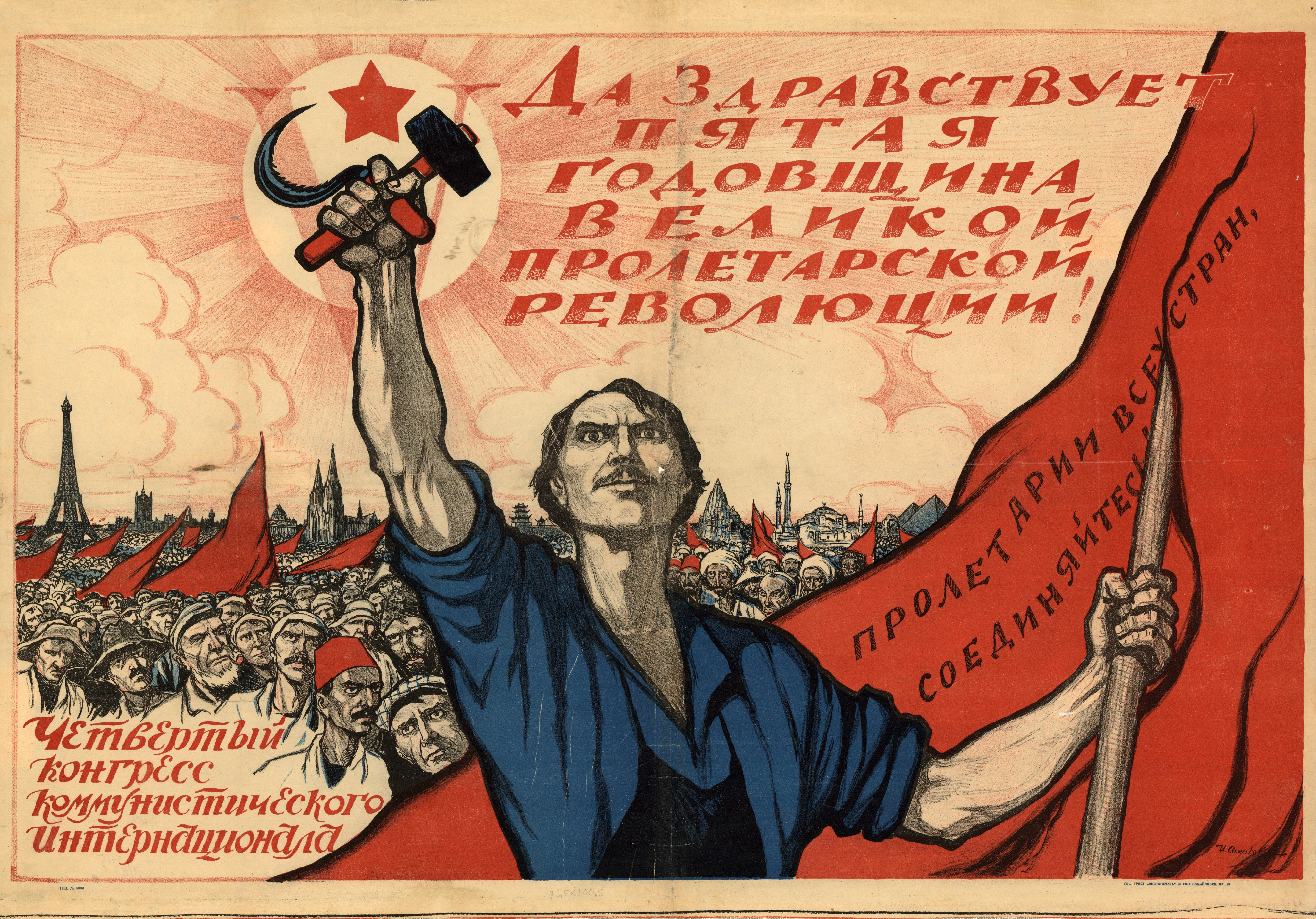
Sowjetisches Plakat mit der Roten Fahne anlässlich des 5. Jahrestages der Oktoberrevolution

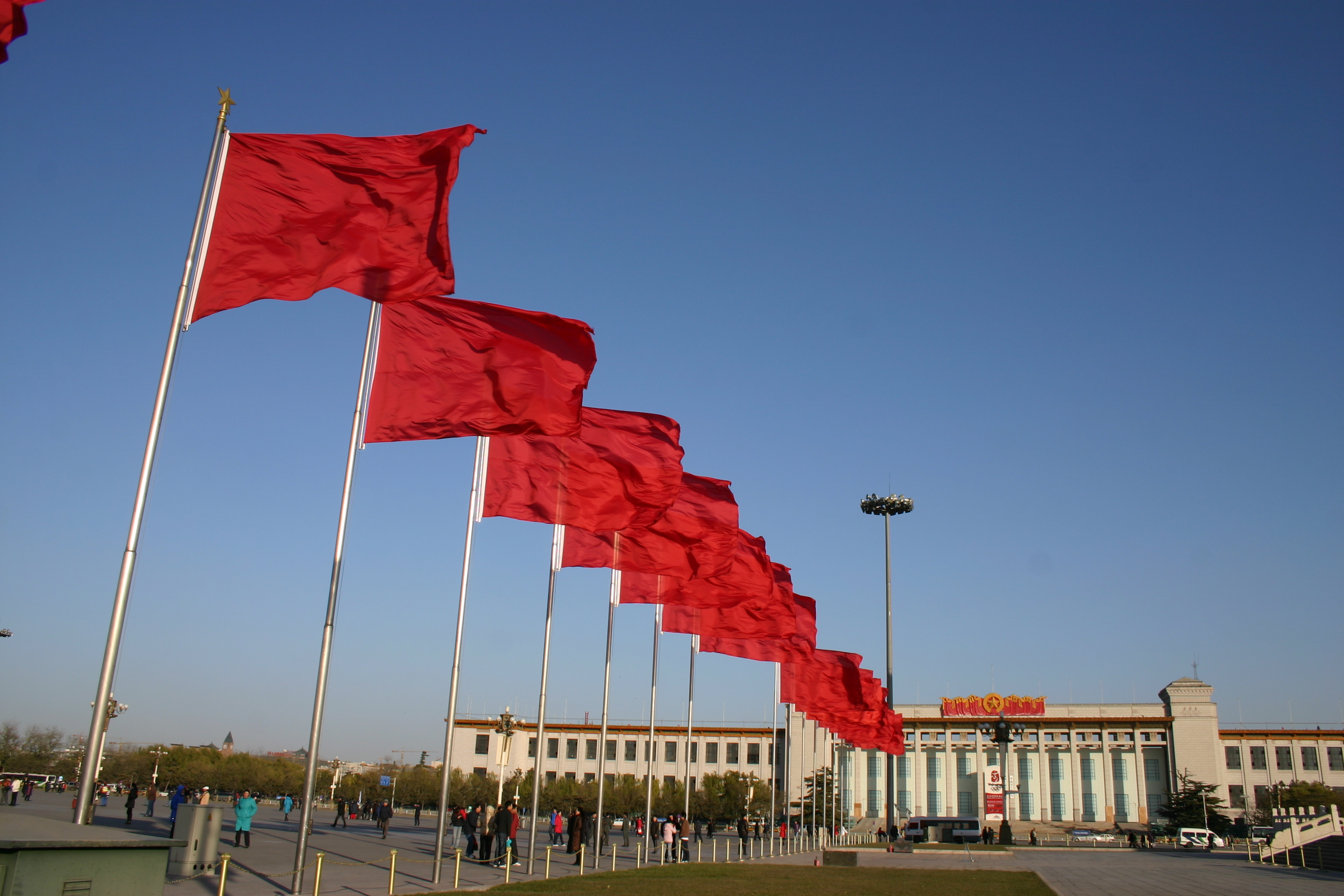
Rote Flaggen vor dem chinesischen Nationalmuseum

Die Rote Fahne (auch Rote Flagge) ist ein politisches Identifikationsemblem sozialdemokratischer, sozialistischer und kommunistischer Bewegungen, Organisationen oder Staaten – im Besonderen der revolutionären Linken – und Traditionselement der internationalen Sozialdemokratie sowie der Arbeiterbewegung. Als das früheste Beispiel für die Verwendung der Roten Fahne als Zeichen der Arbeiterbewegung gilt der Aachener Aufruhr vom 30. August 1830. In der DDR wurde sie als Arbeiterfahne bezeichnet und an Feiertagen oft zusätzlich zur Staatsflagge gehisst.
Die ursprünglich einfarbig rote Gestaltung aus dem 19. Jahrhundert, die als politisches Zeichen auf die rote Mütze der Jakobiner während der Französischen Revolution zurückgeht und von da aus als Fahne der Arbeiterbewegung etwa beim Aachener Aufruhr vom 30. August 1830 und in der Deutschen Märzrevolution 1848 ihre weitere Verwendung fand, differenzierte sich vor allem im 20. Jahrhundert durch die Kombination mit spezifischen Wappen oder Symbolen aus. Rote Fahnen finden sich weltweit als Basis von Staatsflaggen sozialistischer Staaten sowie als Parteiflaggen sozialdemokratischer, sozialistischer und kommunistischer Parteien wie auch bei linken revolutionären Bewegungen, aber auch bei der 1945 verbotenen NSDAP.
Als einheitliches Identifizierungssymbol weltweiter Arbeiterbewegungen wird sie in vielen Arbeiterliedern zitiert. Bekannte Beispiele dafür sind Bandiera rossa, Die rote Fahne oder Ich trage eine Fahne (und diese Fahne ist rot). Der Text des Liedes der britischen Labour-Partei (The people’s flag is deepest red) wird zur Melodie des deutschen Weihnachtsliedes O Tannenbaum gesungen.

## Beispiele

Fahnenbeispiele
Flagge der Sowjetunion
Flagge Vietnams
Fahne der Roten Armee
Flagge der KP Chinas
Flagge der Roten Brigaden
Flagge der Volksrepublik Kongo
Flagge der Demokratischen Republik Afghanistan

## Weitere Bedeutungen roter Fahnen
Die rote Flagge hat eine Bedeutung
- auf Badestränden für die Kennzeichnung eines Badeverbots
- im Motorsport für Unterbrechung oder Abbruch des Trainings oder Rennens
- im Flaggenalphabet der Schifffahrt als frühere Quarantäneflagge und heute als B = Bravo für „Ich lade/lösche/befördere gefährliche Güter.“
- im Regattasegeln als Protestflagge
- als rot/weiße Taucherflagge als Warn- und Schutzflagge für Taucher
- bei Militärübungen für scharfes Schießen, im Gegensatz zur Übungsmunition
- im Dating- und Beziehungsbereich für schlechte Charaktereigenschaften und Angewohnheiten, meist metaphorisch verwendet